# Hugo Abade
Hugo dito o Abade († 12 de maio de 886 em Orléans) é um descendente da família dos Guelfos, também influentes na França que, Além-Reno, que deteve um tempo o controle da herança robertina.

## referências
1. ↑  Genealogia no site MF